# アントニオ・モンテイロ・ドゥトラ
アントニオ・モンテイロ・ドゥトラ（Antônio Monteiro Dutra、1973年8月11日 - ）は、ブラジル・マラニョン州ドゥーケ・バセラル出身の元プロサッカー選手。現役時代のポジションはディフェンダー（左サイドバック）、ミッドフィールダー。

## 経歴
ブラジル北東部のマラニョン州に生まれ、同州のバカバウECのユースチームに所属した後、同クラブでプロ契約。その後はブラジル国内のクラブを渡り歩き、カンピオナート・ブラジレイロ（ブラジル国内選手権）の中で経験を積んだ。
2001年8月、自身初のブラジル国外移籍として日本のJリーグ1部クラブ、横浜F・マリノスに加入。2006年の退団までクラブの中心選手として活躍。移籍シーズンにクラブが直面していた2部降格の危機を救い、2003年・2004年にはリーグ2連覇を達成すると共に、Jリーグベストイレブンに選出された。2003-2006年途中に監督を務めていた岡田武史には、ケガ人が続出した際に「ドゥトラだけは代わりはいない」と評された。6シーズンという長期にわたり活躍したが、2006年11月に戦力外通告を受けた。金銭面や若返りを図るクラブの方針によるものとされる。
ブラジル帰国後はマリノス移籍前に在籍していたスポルチ・レシフェへ6年ぶりに復帰。ここでもレギュラーとして起用され、2008年にはドゥトラにとって初めて母国での全国レベルのタイトルとなるコパ・ド・ブラジル優勝を経験した。
2012年3月23日、同年から在籍していたサンタクルスFCを離れ、約5年ぶりにF・マリノスに復帰することが決定した。前回の退団理由の一つが「若返り」と推測された上、既に38歳とサッカー選手としてはかなりの高齢だったため、その復帰に懐疑的なサポーターも多かったが、同年のJ1第5節で先発出場すると、その後のリーグ戦30試合中28試合に出場して左サイドバックで活躍し、開幕7試合未勝利と序盤に出遅れたF・マリノスが最終順位で4位に入るのに貢献した。この活躍もあり、同年12月21日にクラブ側はドゥトラとの2013年7月末までの契約延長を発表した。
2014年6月に、F・マリノスとの契約終了を持ち、現役生活からの引退を発表し、7月27日に行われた名古屋グランパス戦を最後に引退。引退後はサッカー指導者に転身予定。
1990年 - バカバウFCの下部組織選手として在籍を開始。1993年 同クラブのトップ選手として契約。プロサッカー選手としての活動を開始。 
1999年 -、コリチーバFCでパラナ州選手権に優勝。
2001年、8月 - 横浜F・マリノスの監督に就任したラザロニに誘われる形で、ブリットやナザとともに、半年間のレンタル移籍で加入。当時のマリノスは、残留争いに苦しんでいた。8月11日 - J1 2ndステージ第1節 vs アビスパ福岡（横浜国際総合競技場）でJリーグ初出場。115分（延長後半10分）、Jリーグ初得点となるVゴールを決めた。この日は彼の誕生日でもあり、バースデーゴールともなった。10月13日 - J1 2ndステージ第8節 vs 浦和レッドダイヤモンズ（埼玉スタジアム2002）で、89分、得点を決めた。埼玉スタジアム2002のこけら落としとなる試合だった。10月27日 - ナビスコカップ決勝 vs ジュビロ磐田（国立霞ヶ丘競技場）に出場。マリノスの一員としてナビスコカップ優勝を経験。11月24日 - J1 2ndステージ第15節 vs ヴィッセル神戸（神戸ウイングスタジアム）で、14分、FKから直接得点。マリノスのJ1残留が懸かった大一番での得点であった。
2003年、8月2日 - J1 1stステージ第15節 vs ヴィッセル神戸（横浜国際総合競技場）に出場。J1・1stステージ優勝を経験。11月29日 - J1 2ndステージ第15節 vs ジュビロ磐田（横浜国際総合競技場）に出場。J1・2ndステージ優勝、および「完全優勝」によるJリーグ年間優勝を経験。
2004年、2月 - 2003年度Jリーグチャンピオンとして参加したA3 NISSAN チャンピオンズカップ2004の全3試合に出場。2月-5月 - 2003年度Jリーグチャンピオンとして参加したAFCチャンピオンズリーググループリーグ6試合中5試合に出場。2得点を挙げた。6月26日 - J1 1stステージ第15節 vs 鹿島アントラーズ（横浜国際総合競技場）に出場。J1・1stステージ優勝、および史上初の3ステージ連続優勝を経験。12月11日 - Jリーグチャンピオンシップ第2戦 vs 浦和レッズ（埼玉スタジアム2002）に出場。PK戦では4人目のキッカーを務め、年間優勝（2連覇）を決めるシュートを決めて見せた。
2005年、3月-5月 - 2004年度Jリーグチャンピオンとして参加したAFCチャンピオンズリーググループリーグ6試合中5試合に出場。1得点を挙げた。7月6日 - J1第14節 vs 鹿島アントラーズ（横浜国際総合競技場）での出場で、Jリーグ100試合出場を達成。
2006年、12月2日 - 2007年度の契約更新を行わないこと（戦力外通告）がマリノスの公式サイト上で発表された。12月13日 - ブラジルに帰国。その後、スポルチ・レシフェに復帰。
2008年6月11日 - コパ・ド・ブラジル決勝でSCコリンチャンス・パウリスタを下して優勝（1勝1分）。
2012年、1月22日 - 日産スタジアムで行われた松田直樹追悼試合に出場。3月23日 - 約5年ぶりとなるマリノスへの復帰が発表。4月7日 - J1第5節 vs アルビレックス新潟（東北電力ビッグスワンスタジアム）に出場。Jリーグでの出場は6シーズンぶり。12月21日 - マリノスとの2013年度の契約更新が発表。
2013年、8月31日 - J1第24節 vs 大宮アルディージャ（NACK5スタジアム）での出場で、Jリーグ200試合出場を達成。9月14日のセレッソ大阪戦でゴールを決め、これが現役ラストゴールとなった。12月20日 - マリノスとの2014年度の契約更新が発表。
2014年、1月1日 - 天皇杯決勝 vs サンフレッチェ広島（国立競技場）に出場。天皇杯優勝を経験。7月23日 - ホームラストマッチとなったニッパツ三ツ沢球技場で行われたJ1第16節 vsヴィッセル神戸でフル出場。試合後にセレモニーが行われ、神戸サポーターからも声援が送られた。7月27日 - この日、瑞穂陸上競技場で行われたJ1第17節名古屋グランパス戦でフル出場したのを最後に引退した。

## 個人成績
| 国内大会個人成績 | 国内大会個人成績   | 国内大会個人成績 | 国内大会個人成績 | 国内大会個人成績             | 国内大会個人成績 | 国内大会個人成績 | 国内大会個人成績 | 国内大会個人成績 | 国内大会個人成績 | 国内大会個人成績 | 国内大会個人成績 |
| 年度             | クラブ             | 背番号           | リーグ           | リーグ戦                     | リーグ戦         | リーグ杯         | リーグ杯         | オープン杯       | オープン杯       | 期間通算         | 期間通算         |
| 年度             | クラブ             | 背番号           | リーグ           | 出場                         | 得点             | 出場             | 得点             | 出場             | 得点             | 出場             | 得点             |
| ブラジル         | ブラジル           | ブラジル         | ブラジル         | リーグ戦                     | リーグ戦         | ブラジル杯       | ブラジル杯       | オープン杯       | オープン杯       | 期間通算         | 期間通算         |
| ---------------- | ------------------ | ---------------- | ---------------- | ---------------------------- | ---------------- | ---------------- | ---------------- | ---------------- | ---------------- | ---------------- | ---------------- |
| 1992             | バカバウ           |                  |                  |                              |                  |                  |                  |                  |                  |                  |                  |
| 1993             | バカバウ           |                  |                  |                              |                  |                  |                  |                  |                  |                  |                  |
| 1994             | パイサンドゥ       |                  |                  | 19                           | 0                |                  |                  |                  |                  |                  |                  |
| 1995             | モジミリン         |                  |                  |                              |                  |                  |                  |                  |                  |                  |                  |
| 1996             | モジミリン         |                  |                  |                              |                  |                  |                  |                  |                  |                  |                  |
| 1997             | サントス           |                  |                  | 13                           | 1                |                  |                  |                  |                  |                  |                  |
| 1998             | アメリカ-MG        |                  |                  | 20                           | 1                |                  |                  |                  |                  |                  |                  |
| 1999             | コリチーバ         |                  |                  | 18                           | 0                |                  |                  |                  |                  |                  |                  |
| 2000             | サントス           |                  |                  |                              |                  |                  |                  |                  |                  |                  |                  |
| 2000             | スポルチ           |                  |                  | 17                           | 0                |                  |                  |                  |                  |                  |                  |
| 2001             | スポルチ           |                  |                  |                              |                  |                  |                  |                  |                  |                  |                  |
| 日本             | 日本               | 日本             | 日本             | リーグ戦                     | リーグ戦         | リーグ杯         | リーグ杯         | 天皇杯           | 天皇杯           | 期間通算         | 期間通算         |
| 2001             | 横浜FM             | 32               | J1               | 12                           | 3                | 4                | 0                | 1                | 0                | 17               | 3                |
| 2002             | 横浜FM             | 2                | J1               | 25                           | 1                | 5                | 1                | 2                | 0                | 32               | 2                |
| 2003             | 横浜FM             | 5                | J1               | 28                           | 1                | 7                | 0                | 3                | 1                | 38               | 2                |
| 2004             | 横浜FM             | 5                | J1               | 22                           | 0                | 4                | 1                | 1                | 0                | 27               | 1                |
| 2005             | 横浜FM             | 5                | J1               | 32                           | 1                | 4                | 0                | 2                | 0                | 38               | 1                |
| 2006             | 横浜FM             | 5                | J1               | 28                           | 2                | 4                | 0                | 0                | 0                | 32               | 2                |
| ブラジル         | ブラジル           | ブラジル         | ブラジル         | リーグ戦                     | リーグ戦         | ブラジル杯       | ブラジル杯       | オープン杯       | オープン杯       | 期間通算         | 期間通算         |
| 2007             | スポルチ・レシフェ |                  |                  |                              |                  |                  |                  |                  |                  |                  |                  |
| 2008             | スポルチ・レシフェ |                  |                  |                              |                  |                  |                  |                  |                  |                  |                  |
| 2009             | スポルチ・レシフェ |                  |                  |                              |                  |                  |                  |                  |                  |                  |                  |
| 2010             | スポルチ・レシフェ |                  |                  |                              |                  |                  |                  |                  |                  |                  |                  |
| 2011             | スポルチ・レシフェ |                  |                  |                              |                  |                  |                  |                  |                  |                  |                  |
| 2011             | サンタクルス       |                  |                  |                              |                  |                  |                  |                  |                  |                  |                  |
| 2012             | サンタクルス       |                  |                  |                              |                  |                  |                  |                  |                  |                  |                  |
| 日本             | 日本               | 日本             | 日本             | リーグ戦                     | リーグ戦         | リーグ杯         | リーグ杯         | 天皇杯           | 天皇杯           | 期間通算         | 期間通算         |
| 2012             | 横浜FM             | 5                | J1               | 29                           | 0                | 1                | 0                | 2                | 0                | 32               | 0                |
| 2013             | 横浜FM             | 5                | J1               | 33                           | 1                | 9                | 0                | 5                | 0                | 47               | 1                |
| 2014             | 横浜FM             | 5                | J1               | 4                            | 0                | 0                | 0                | 1                | 0                | 5                | 0                |
| 通算             | ブラジル           | ブラジル         |                  | \|\|\|\|\|\|\|\|\|\|\|\|\|\| |                  |                  |                  |                  |                  |                  |                  |
| 通算             | 日本               | 日本             | J1               | 213                          | 9                | 38               | 2                | 17               | 1                | 268              | 12               |
| 総通算           | 総通算             | 総通算           | 総通算           | \|\|\|\|\|\|\|\|\|\|\|\|\|\| |                  |                  |                  |                  |                  |                  |                  |

その他の公式戦
- 2004年
  - スーパーカップ 1試合0得点
  - Jリーグチャンピオンシップ 2試合0得点
- 2005年
  - スーパーカップ 1試合0得点
- 2014年
  - スーパーカップ 1試合0得点

| 国際大会個人成績 | 国際大会個人成績 | 国際大会個人成績 | 国際大会個人成績 | 国際大会個人成績 |
| 年度             | クラブ           | 背番号           | 出場             | 得点             |
| AFC              | AFC              | AFC              | ACL              | ACL              |
| ---------------- | ---------------- | ---------------- | ---------------- | ---------------- |
| 2004             | 横浜FM           | 5                | 5                | 2                |
| 2005             | 横浜FM           | 5                | 5                | 1                |
| 2014             | 横浜FM           | 5                | 2                | 0                |
| 通算             | AFC              | AFC              | 12               | 3                |

その他の国際公式戦
- 2004年
  - A3チャンピオンズカップ 3試合0得点
- 2005年
  - A3チャンピオンズカップ 3試合0得点

## 個人タイトル
- Jリーグベストイレブン (2003年、2004年)

## その他
- 子供の頃はアマゾン川で釣りをしていた。ピラニアを釣り上げて焼いて食べていた（キックオフ!!F・マリノスの番組中のインタビューより）
- 嫌いな食べ物は刺身。好きな食べ物は焼肉。
- 前述の経歴からも分かる通り、スタジアムのこけら落としとなる試合の多くで得点を挙げ、マリノスの「こけら落とし不敗神話」に貢献した。